# Ventrifossa teres
Ventrifossa teres är en fiskart som beskrevs av Sazonov och Akitoshi Iwamoto 1992. Ventrifossa teres ingår i släktet Ventrifossa och familjen skolästfiskar. Inga underarter finns listade i Catalogue of Life.